# Sede titolare di Adana dei Greco-Melchiti
Adana dei Greco-Melchiti (in latino: Adanensis Graecorum Melkitarum) è una sede titolare arcivescovile della Chiesa cattolica.
La sede è stata istituita nel 1975; è vacante dal 23 dicembre 2015.

## Cronotassi degli arcivescovi titolari
- Grégoire Haddad † (19 agosto 1975 - 23 dicembre 2015 deceduto)